# Czarny Groń (Beskid Żywiecki)
Czarny Groń (1122 m) – szczyt w Beskidzie Żywieckim wchodzący w skład masywu Pilska, położony na terenie Żywieckiego Parku Krajobrazowego. Wraz z Buczynką tworzy grzbiet rozdzielający dolinę potoku Buczynka od doliny potoku Kamienny.
Czarny Groń znajduje się w granicach wsi Korbielów w województwie śląskim, w powiecie żywieckim, w gminie Jeleśnia. Przez jego grzbiet przebiegają zielony szlak turystyczny oraz żółty szlak turystyczny prowadzące z Korbielowa na Halę Miziową i dalej na Pilsko. Zimą przez grzbiet przechodzi jedna z tras narciarskich (zjazd z Pilska do Korbielowa Kamiennej)

## Szlak turystyczny
Korbielów – schronisko PTTK na Hali Miziowej – Czarny Groń – Góra Pięciu Kopców. 2:50 h, ↓ 2 h
 Korbielów – Szlakówka – Czarny Groń – schronisko PTTK na Hali Miziowej. 2:10 h